# (16249) Cauchy
(16249) Cauchy (2000 HT14) – planetoida z grupy pasa głównego asteroid okrążająca Słońce w ciągu 4,78 lat w średniej odległości 2,84 j.a. Odkryta 29 kwietnia 2000 roku.